# Walter Giffard
Walter Giffard (* um 1225; † 24. oder 25. April 1279 in York) war ein englischer Geistlicher. Ab 1264 war er Bischof von Bath und Wells. 1265 wurde er königlicher Kanzler, bis er 1266 Erzbischof von York wurde.

## Herkunft und Ausbildung
Walter war vermutlich der älteste Sohn von Hugh Giffard und von dessen Frau Sybil, einer Tochter und Miterbin von Walter de Cormeilles. Der spätere königliche Kanzler und Bischof von Worcester Godfrey Giffard war Walters wohl jüngerer Bruder. Walters Vater diente als königlicher Richter und lebte in Boyton in Wiltshire. Aus Walters Familie stammten mehrere Prälaten des 13. Jahrhunderts. Zu Walters Verwandten gehörte Erzbischof Walter de Gray von York sowie William Button, der ab 1247 sein Vorgänger als Bischof von Bath und Wells war. Dennoch ist über Walters Jugend und frühen Jahre wenig bekannt. Bereits im Juni 1245 erhielt er einen päpstlichen Dispens, damit er mehrere Pfründen gleichzeitig besitzen durfte. 1247 erhielt er das Amt des Rektors von Newland in Gloucestershire, später wurde er Kanoniker an der Kathedrale von Wells. Bereits vor 1250 führte Walter den Titel päpstlicher Kaplan und diente dem König als Beamter. Er studierte an der Universität Cambridge, vermutlich dort machte er 1251 zusammen mit seinem Bruder Godfrey einen Abschluss als Master of Arts. Anscheinend stand seine Familie hoch in der Gunst von König Heinrich III., der ihre Feier zum Studienabschluss finanziell unterstützte. 1256 erlaubte der König Walter und seiner Mutter Sybil, im königlichen Oxford Castle wohl dauerhaft zu wohnen. In den frühen 1250er Jahren wurde der angesehene Franziskaner Adam Marsh auf Walter aufmerksam und empfahl den gebildeten jungen Mann Robert de St Agatha. Dennoch gibt es keine Hinweise, dass Giffard außer zahlreichen Briefen weitere Schriften verfasst hat.

## Aufstieg zum Bischof und zum königlichen Kanzler
Am 22. Mai 1264 wurde Giffard zum Bischof der Diözese Bath und Wells gewählt. Bereits am 28. Mai bestätigte der König die Wahl und übergab ihm am 1. September die Temporalien der Diözese. Zu dieser Zeit hatte während des Zweiten Kriegs der Barone gegen den König eine Adelsopposition unter Simon de Montfort, 6. Earl of Leicester die Regierung übernommen. Giffard reiste Ende 1264 nach Frankreich, dabei schwor er in Paris, dass er Heinrich III. gegen die rebellischen Barone unterstützen würde. Am 4. Januar 1265 wurde er in der Kathedrale Notre-Dame zum Bischof geweiht. Angeblich wurden während seiner Abwesenheit zahlreiche seiner Güter von den Rebellen geplündert. Vor seiner Rückkehr nach England trug ihm der im französischen Exil lebende Erzbischof Bonifatius von Canterbury auf, Montfort und seine Anhänger zu exkommunizieren. In England konnten die Anhänger des Königs am 4. August 1265 in der Schlacht von Evesham Montfort entscheidend besiegen. Der wieder freigekommene Heinrich III. belohnte Giffard am 10. August mit der Ernennung zum königlichen Kanzler. Da auch nach dem Sieg der königlichen Partei Erzbischof Bonifatius häufig im Ausland weilte, wurde Giffard der einflussreichste geistliche Ratgeber des Königs und übernahm faktisch die Führung der englischen Kirche. Im August 1266 wurde er in den Ausschuss berufen, der das Dictum of Kenilworth ausarbeitete.

## Erzbischof von York
Wenig später, am 15. Oktober 1266 ernannte Papst Clemens IV. Giffard zum Erzbischof von York. Bereits zwei Wochen später wurde Giffard in York Minster inthronisiert, womit er seine bisherigen geistlichen und weltlichen Ämter niederlegte. Giffard hatte diese Erhebung zweifelsfrei dem König zu verdanken, da das Kathedralkapitel von York seinen Dekan William Rotherfield bevorzugt und auch der berühmte Gelehrte Bonaventura als aussichtsreicher Kandidat gegolten hatte. Am 26. Dezember 1266 wurden Giffard die Temporalien der Diözese übergeben.
Am 13. Oktober 1269 leitete Giffard die Überführung der Reliquien von Eduard dem Bekenner in die neu errichtete Westminster Abbey. Als ranghöchster Prälat in England war er der erste Bischof, der unmittelbar nach dem Tod von Heinrich III. 1272 dem neuen König Eduard I. die Treue schwor. Da dieser sich noch auf seinem Kreuzzug im Heiligen Land befand, übernahm Giffard mit dem Earl of Gloucester und dem Earl of Surrey die Regentschaft in England. Dabei war es wohl vor allem Giffards Verdienst, dass Eduard I. bei seiner Rückkehr 1274 unangefochten die Regierung übernehmen konnte.
Während Giffards Amtszeit als Erzbischof von York wurde nach dem Vorbild seiner vorigen Diözese Bath und Wells das Register seiner Akten nicht mehr auf Rollen, sondern in Buchform geführt. Das Urkundenregister gibt einen guten Einblick in die komplexe und umfangreiche Verwaltung des Erzbistums York, dass im Mittelalter einer der größten Diözesen Englands war. Als Erzbischof kümmerte sich Giffard bis zu seinem Tod gewissenhaft um die Verwaltung seiner Diözese. Dabei hatte er zunächst vor allem finanzielle Probleme. Für seine Erhebung zum Erzbischof und für die daraus folgenden Rechtsstreitigkeiten musste Giffard vor allem an die päpstliche Kurie hohe Gebühren und Gerichtskosten bezahlen, die ihn zur Aufnahme von Krediten bei italienischen Geldverleihern zwangen. Diese Schulden waren so hoch, dass er deswegen nicht die Mittel hatte, um 1270 selbst nach Rom zu reisen. Noch 1275 schuldete er Kaufleuten aus Lucca die hohe Summe von £ 648.
Trotz seiner angespannten Finanzen war Giffard gegenüber den Geistlichen und Beamten seines Haushalts großzügig. Er selbst galt selbst als bescheiden, aber elegant und gesellig, und im Alter wird er als korpulent beschrieben. Trotz erheblicher Widerstände förderte er seine Familie. So vergab er 1267 das Amt des Archidiakons von York an seinen Bruder Godfrey. Dieser unterstütze im Gegenzug das Studium von John le Romeyn und von Giffards Verwandten William Greenfield, die beide später Erzbischöfe von York wurden. Zu Giffards größten Erfolgen gehörte die Bildung eines großen Netzwerks, dem zahlreiche begabte Geistliche in Yorkshire und im nördlichen Lincolnshire angehörten. Viele von ihnen hatten in seinem Haushalt oder zuvor in der königlichen Verwaltung gedient.
Giffard beanspruchte als Erzbischof von York, dass ihm nicht nur in der Kirchenprovinz York, sondern in ganz England ein Kreuz als Zeichen seines Status als Primas vorangetragen wurde. Dies hatten bereits mehrere seiner Vorgänger beansprucht, doch sowohl ihr als auch Giffards Anspruch wurde von den Erzbischöfen von Canterbury zurückgewiesen, die damit ihren Vorrang unter den englischen Bischöfen behaupten konnten. Giffard erneuerte diesen alten Konflikt, der damit die Feier der Krönung von Eduard I. am 19. August 1274 in Westminster Abbey belastete. Einen weiteren Konflikt begann er mit der Diözese Durham. Nach dem Tod von Bischof Robert of Stichill wollte er die Vakanz der Diözese nutzen und am 30. Oktober 1274 eine Visitation des Kathedralpriorats von Durham durchführen. Obwohl Giffard anscheinend diese Visitation als seine Pflicht als Erzbischof sah und in Durham recht taktvoll vorging, belastete dieser Besuch erheblich das Verhältnis zwischen den Erzbischöfen von York und den ihnen unterstellten, aber mächtigen Bischöfen von Durham. Durch Aktionen von Giffards Nachfolgern verschlechterte sich das Verhältnis noch weiter.
Giffard wurde im York Minster beigesetzt. Ursprünglich im Chorraum beigesetzt, wurde sein Grabdenkmal später unter Erzbischof John Thoresby in den Retrochor versetzt.